# Theodosius von Levetzau
 Ikke at forveksle med Theodosius von Levetzow.
Theodosius von Levetzau (døbt 24. november 1742 på Frydendal – 6. oktober 1817 i Kiel) var en dansk stiftamtmand.
Han var en søn af gehejmeråd Hans Frederik von Levetzau, fødtes 1742 (døbt 24. november) på Frydendal, blev allerede 1749 titulær kammerjunker, udnævntes 1763 til tjenstgørende kammerjunker hos Arveprins Frederik, beskikkedes 1768 i henhold til en kongelig ordre til stiftamtmand over Ribe Stift og amtmand i Riberhus Amt, udnævntes 1781 ved kabinetsordre til stiftamtmand over Aalborg Stift samt amtmand over Aalborghus, Åstrup, Børglum og Sejlstrup Amter, men indgav allerede 1792 ansøgning om på grund af svageligt helbred at måtte blive afskediget med pension, hvilket dog først det følgende år bevilgedes ham, samtidig med at den store omordning af landets amtmandsembeder besluttedes. Han døde 6. oktober 1817 i Kiel. 1776 blev han kammerherre, 1777 hvid ridder, 1784 gehejmeråd og 1808 gehejmekonferensråd.
4. maj 1768 ægtede han Caroline Sophie komtesse Holck (1742 i Nyborg – 23. oktober 1811 i Horsens), en datter af generalløjtnant, grev Christian Christopher Holck.